# Urszula Jakubowska
Urszula Teresa Jakubowska – polska psycholog, profesor nauk humanistycznych, profesor zwyczajny w Instytucie Psychologii Polskiej Akademii Nauk, specjalistka w zakresie psychologii klinicznej (terapia poznawczo-behawioralna, metodologia badań) oraz psychologii politycznej (preferencje polityczne, przywództwo polityczne).

## Życiorys
W 1988 Wydziale Psychologii Uniwersytetu Warszawskiego na podstawie rozprawy pt. Spójność afektywna sądów dotyczących własnej osoby i innych ludzi a komunikowanie się neurotyków i osób zdrowych psychicznie uzyskała stopień naukowy doktora nauk humanistycznych. W 1999 w Instytucie Psychologii Polskiej Akademii Nauk na podstawie dorobku naukowego oraz rozprawy pt. Preferencje polityczne. Psychologiczne teorie i badania otrzymała stopień doktora habilitowanego nauk humanistycznych w zakresie psychologii, specjalność: psychologia. W 2012 uzyskała tytuł profesora nauk humanistycznych.
Była członkiem Komitetu Psychologii PAN.

## Wybrane publikacje
- Psychoterapia (1994, 1998, 2005)
- Psychologia polityczna (1999, 2002)
- Preferencje polityczne (1999)
- Ekstremizm polityczny (2005)[2]